# Título propio
Ein Diploma propio bzw. Título propio (dt. Eigentitel) ist ein von einer Universität in Spanien nach dem Absolvieren eines nicht staatlich reglementierten Aufbaustudiengangs verliehener Titel. Programm und Inhalte eines solchen Studienganges werden von der entsprechenden Universität (oft in Zusammenarbeit mit Kooperationspartnern aus Wirtschaft, Gesellschaft oder von staatlichen Stellen) entwickelt und reglementiert, die erworbenen Titel haben nur universitätseigenen, nicht staatlich-offiziellen Status. Daher hängt das Prestige eines solchen Titels in hohem Maße von der fachlichen Anerkennung der ausstellenden Einrichtung ab.
Die Autonomie der spanischen Universitäten ermöglicht ihnen, nach Art. 34 (3) der Ley Orgánica de Universidades vom 21. Dezember 2001 Studiengänge anzubieten, die zu einem hochschuleigenen Abschluss führen. Diese werden als Postgraduierten- oder Spezialisierungskurse angeboten, die als Komplettierung und Komplementierung des regulären akademischen Curriculums der Studierenden im Sinne einer fachlichen oder berufsqualifizierenden Spezialisierung angelegt sind. Da sich diese Studiengänge über Beiträge der Studierenden und Unterstützungszahlungen von Kollaborationspartnern vollständig refinanzieren müssen, liegen die Kosten eines solchen Studiums in der Regel deutlich über denen des regulären spanischen Universitätsstudiums. Im Gegenzug werden häufig auch Lehrende anderer Universitäten und aus der Praxis als Dozenten verpflichtet.
Die Studierenden, die solche Kurse erfolgreich durchlaufen, erhalten die entsprechenden hochschuleigenen Titel. Abhängig von Zulassungsvoraussetzung und Dauer des Studiums verleihen die Universitäten folgende Titel, wobei Vorlesungs- und weiterer Arbeitsaufwand (etwa in Form von Abschlussarbeiten) ebenso wie das Niveau von Studiengang zu Studiengang und Hochschule zu Hochschule variieren. Die angegebenen Stundenzahlen beziehen sich auf die an der Universität Complutense Madrid geltenden Richtlinien:
- Experto Universitario (dt. Experte) (+ Fachrichtung) (oft auch für berufserfahrene Nicht-Akademiker geöffnet) (250 Stunden)
- Especialista Universitario (dt. Spezialist) oder Diploma Universitario de Postgrado (dt. Postgraduierten-Diplom) (+ Fachrichtung) (300 Stunden)
- Máster bzw. Magíster Universitario, auch Maestría (+ Fachrichtung) (500 Stunden)

In den letzten Jahren wurden verschiedene Maßnahmen ergriffen, um die Qualität der Studienabschlüsse anzugleichen und die Bezeichnungen zu vereinheitlichen. So beschloss die spanische Hochschulrektorenkonferenz im Jahr 2010 eine entsprechende freiwillige Vereinbarung, die versuchte, die Kriterien des Bologna-Prozesses zu übernehmen. Nach der Verabschiedung der Ley Orgánica 2/2023, de 22 de marzo, del Sistema Universitario (LOSU) im Jahr 2023 müssen sich auch titulos propios gemäß Artikel 7 an den Bologna-Kritieren (z. B. Stundenumfang in ECTS) verpflichtend orientieren. Im Besonderen die Rolle des Abschlusstyps für das lebenslange Lernen wurde gestärkt und eine gesetzliche Grundlage zur Eintragung von titulos propios in das spanische Register für Universitätsabschlüsse geschaffen.
Neben den Eigentiteln des Máster und Magíster werden im Rahmen des Bologna-Prozesses derzeit an spanischen Universitäten derzeit verstärkt staatlich anerkannte und reglementierte Master-Studiengänge eingerichtet.
Die títulos propios werden zwar vom Ministerium für Bildung und Wissenschaft bisher nicht offiziell anerkannt, sind aber innerhalb der akademischen Welt und für einen zukünftigen Arbeitgeber durchaus von Wert, da sich die Absolventen durch hochspezialisierte Kenntnisse mit meist betriebswirtschaftlicher oder gesundheitswissenschaftlicher Orientierung auszeichnen.
Bekannte Institutionen, die solche Titel verleihen, sind z. B. die TECH Universidad Tecnológica, die Universität Complutense Madrid oder die Universität Deusto.

## Anerkennung und Führung in Deutschland
Sofern es sich um einen Máster (Título Propio) einer anerkannten Universität handelt, bewertet die Zentralstelle für das ausländische Bildungswesen der Kultusministerkonferenz einen solchen Abschluss als postgraduales Studium bzw. Zusatz-, Ergänzungs- oder Aufbaustudium. Ein solcher Masterstudienabschluss ist daher in der Bundesrepublik Deutschland prinzipiell in der verliehenen Originalform führbar und darf – insofern dieser innerhalb der EU erworben wurde – je nach Studiengangsrichtung als „M.A.“ oder „M.Sc.“ abgekürzt werden. Die berufsrechtliche Anerkennung obliegt hierbei dem jeweiligen Arbeitgeber. Einen Zugang zur Promotion bietet ein solcher Master-Grad in der Regel jedoch nicht.

## Anerkennung und Führung in Österreich
Im Rahmen einer Klage der Katholischen Universität Murcia gegen die AQ Austria wurde die Vergleichbarkeit eines Máster (Título Propio) zu österreichischen akademischen Graden der Weiterbildung festgestellt. Zudem wurde durch Entscheid des Landesverwaltungsgerichts Niederösterreich vom 16.06.2025 festgestellt, dass spanische titulo propio Grade des Magister (Mag.) in österreichische Urkunden - im konkreten Fall in Personalausweise - einzutragen sind.